# Collegio di Congleton
Congleton è un collegio elettorale situato nel Cheshire, nel Nord Ovest dell'Inghilterra, e rappresentato alla Camera dei comuni del Parlamento del Regno Unito. Elegge un membro del parlamento con il sistema first-past-the-post, ossia maggioritario a turno unico; l'attuale parlamentare è Sarah Russell del Partito Laburista, che rappresenta il collegio dal 2024.

## Estensione

Congleton dal 2010 al 2024

- 1983-1997: il Borough di Congleton e il ward di Haslington del Borough di Crewe and Nantwich.
- 1997-2010: il Borough di Congleton.
- 2010-2024: i ward del borgo di Cheshire East di Alsager, Brereton Rural, Congleton East, Congleton West, Dane Valley, Middlewich, Odd Rode, Sandbach Elworth, Sandbach Ettiley Heath and Wheelock, Sandbach Heath e East, and Sandbach Town.
- dal 2024: i ward del borgo di Cheshire East di Alsager, Brereton Rural (most), Congleton East, Congleton West, Dane Valley, Odd Rode, Sandbach Elworth, Sandbach Ettiley Heath and Wheelock, Sandbach Heath e East, and Sandbach Town

Il Borough di Congleton e i suoi ward costituenti furono aboliti il 1º aprile 2009, e divennero parte della nuova autorità del Cheshire East.
Il collegio copre la parte sud-orientale del Cheshire, e include le città di Congleton, Alsager, Holmes Chapel, Middlewich e Sandbach.

## Membri del parlamento
| Elezione | Elezione    | Deputato      | Partito      |
| -------- | ----------- | ------------- | ------------ |
|          | 1983        | Ann Winterton | Conservatore |
| 2010     | Fiona Bruce |               | Conservatore |
|          | 2024        | Sarah Russell | Laburista    |

## Elezioni

### Elezioni negli anni 2020
| Partito                    | Partito                                           | Candidato                  | Risultati 4 luglio 2024 | Risultati 4 luglio 2024 |
| Partito                    | Partito                                           | Candidato                  | Voti                    | %                       |
| -------------------------- | ------------------------------------------------- | -------------------------- | ----------------------- | ----------------------- |
|                            | Laburista                                         | Sarah Russell              | 18 875                  | 37,66                   |
|                            | Conservatore                                      | Fiona Bruce                | 15 488                  | 30,90                   |
|                            | Reform UK                                         | Martin York                | 8 245                   | 16,45                   |
|                            | Lib Dem                                           | Paul Duffy                 | 2 785                   | 5,56                    |
|                            | Indipendente                                      | Rob Moreton                | 2 181                   | 4,35                    |
|                            | Verdi                                             | Rich McCarthy              | 2 007                   | 4,00                    |
|                            | Women's Equality                                  | Kay Wesley                 | 544                     | 1,09                    |
|                            |                                                   |                            |                         |                         |
| Iscritti                   | Iscritti                                          | Iscritti                   | 74 243                  | 100,00                  |
| ↳ Votanti (% su iscritti)  | ↳ Votanti (% su iscritti)                         | ↳ Votanti (% su iscritti)  | 50 278                  | 67,72                   |
| ↳ Astenuti (% su iscritti) | ↳ Astenuti (% su iscritti)                        | ↳ Astenuti (% su iscritti) | 23 965                  | 32,28                   |
|                            |                                                   |                            |                         |                         |
|                            | Esito: collegio passa da Conservatore a Laburista |                            |                         |                         |

### Elezioni negli anni 2010
| Partito                    | Partito                                   | Candidato                  | Risultati 12 dicembre 2019 | Risultati 12 dicembre 2019 |
| Partito                    | Partito                                   | Candidato                  | Voti                       | %                          |
| -------------------------- | ----------------------------------------- | -------------------------- | -------------------------- | -------------------------- |
|                            | Conservatore                              | Fiona Bruce                | 33 747                     | 58,96                      |
|                            | Laburista                                 | Jo Dale                    | 15 186                     | 26,53                      |
|                            | Lib Dem                                   | Paul Duffy                 | 6 026                      | 10,53                      |
|                            | Verdi                                     | Richard McCarthy           | 1 616                      | 2,82                       |
|                            | Animal Welfare                            | Jane Smith                 | 658                        | 1,15                       |
|                            |                                           |                            |                            |                            |
| Iscritti                   | Iscritti                                  | Iscritti                   | 80 930                     | 100,00                     |
| ↳ Votanti (% su iscritti)  | ↳ Votanti (% su iscritti)                 | ↳ Votanti (% su iscritti)  | 57 233                     | 70,72                      |
| ↳ Astenuti (% su iscritti) | ↳ Astenuti (% su iscritti)                | ↳ Astenuti (% su iscritti) | 23 697                     | 29,28                      |
|                            |                                           |                            |                            |                            |
|                            | Esito: collegio confermato a Conservatore |                            |                            |                            |

| Partito                    | Partito                                   | Candidato                  | Risultati 8 giugno 2017 | Risultati 8 giugno 2017 |
| Partito                    | Partito                                   | Candidato                  | Voti                    | %                       |
| -------------------------- | ----------------------------------------- | -------------------------- | ----------------------- | ----------------------- |
|                            | Conservatore                              | Fiona Bruce                | 31 830                  | 56,61                   |
|                            | Laburista                                 | Sam Corcoran               | 19 211                  | 34,16                   |
|                            | Lib Dem                                   | Peter Hirst                | 2 902                   | 5,16                    |
|                            | UKIP                                      | Mark Davies                | 1 289                   | 2,29                    |
|                            | Verdi                                     | Alec Heath                 | 999                     | 1,78                    |
|                            |                                           |                            |                         |                         |
| Iscritti                   | Iscritti                                  | Iscritti                   | 76 713                  | 100,00                  |
| ↳ Votanti (% su iscritti)  | ↳ Votanti (% su iscritti)                 | ↳ Votanti (% su iscritti)  | 56 231                  | 73,30                   |
| ↳ Astenuti (% su iscritti) | ↳ Astenuti (% su iscritti)                | ↳ Astenuti (% su iscritti) | 20 482                  | 26,70                   |
|                            |                                           |                            |                         |                         |
|                            | Esito: collegio confermato a Conservatore |                            |                         |                         |

| Partito                    | Partito                                   | Candidato                  | Risultati 7 maggio 2015 | Risultati 7 maggio 2015 |
| Partito                    | Partito                                   | Candidato                  | Voti                    | %                       |
| -------------------------- | ----------------------------------------- | -------------------------- | ----------------------- | ----------------------- |
|                            | Conservatore                              | Fiona Bruce                | 27 164                  | 53,29                   |
|                            | Laburista                                 | Darren Price               | 10 391                  | 20,38                   |
|                            | UKIP                                      | Lee Slaughter              | 6 922                   | 13,58                   |
|                            | Lib Dem                                   | Peter Hirst                | 4 623                   | 9,07                    |
|                            | Verdi                                     | Alec Heath                 | 1 876                   | 3,68                    |
|                            |                                           |                            |                         |                         |
| Iscritti                   | Iscritti                                  | Iscritti                   | 72 409                  | 100,00                  |
| ↳ Votanti (% su iscritti)  | ↳ Votanti (% su iscritti)                 | ↳ Votanti (% su iscritti)  | 50 976                  | 70,40                   |
| ↳ Astenuti (% su iscritti) | ↳ Astenuti (% su iscritti)                | ↳ Astenuti (% su iscritti) | 21 433                  | 29,60                   |
|                            |                                           |                            |                         |                         |
|                            | Esito: collegio confermato a Conservatore |                            |                         |                         |

| Partito                    | Partito                                   | Candidato                  | Risultati 6 maggio 2010 | Risultati 6 maggio 2010 |
| Partito                    | Partito                                   | Candidato                  | Voti                    | %                       |
| -------------------------- | ----------------------------------------- | -------------------------- | ----------------------- | ----------------------- |
|                            | Conservatore                              | Fiona Bruce                | 23 250                  | 45,79                   |
|                            | Lib Dem                                   | Peter Hirst                | 16 187                  | 31,88                   |
|                            | Laburista                                 | David Bryant               | 8 747                   | 17,23                   |
|                            | UKIP                                      | Lee Slaughter              | 2 147                   | 4,23                    |
|                            | Indipendente                              | Paul Edwards               | 276                     | 0,54                    |
|                            | Indipendente                              | Paul Rothwell              | 94                      | 0,19                    |
|                            | Indipendente                              | Adam Parton                | 79                      | 0,16                    |
|                            |                                           |                            |                         |                         |
| Iscritti                   | Iscritti                                  | Iscritti                   | 73 701                  | 100,00                  |
| ↳ Votanti (% su iscritti)  | ↳ Votanti (% su iscritti)                 | ↳ Votanti (% su iscritti)  | 50 780                  | 68,90                   |
| ↳ Astenuti (% su iscritti) | ↳ Astenuti (% su iscritti)                | ↳ Astenuti (% su iscritti) | 22 921                  | 31,10                   |
|                            |                                           |                            |                         |                         |
|                            | Esito: collegio confermato a Conservatore |                            |                         |                         |

### Elezioni negli anni 2000
| Partito                    | Partito                                   | Candidato                  | Risultati 5 maggio 2005 | Risultati 5 maggio 2005 |
| Partito                    | Partito                                   | Candidato                  | Voti                    | %                       |
| -------------------------- | ----------------------------------------- | -------------------------- | ----------------------- | ----------------------- |
|                            | Conservatore                              | Ann Winterton              | 21 189                  | 45,39                   |
|                            | Laburista                                 | Nicholas Milton            | 12 943                  | 27,73                   |
|                            | Lib Dem                                   | Eleanor Key                | 12 550                  | 26,88                   |
|                            |                                           |                            |                         |                         |
| Iscritti                   | Iscritti                                  | Iscritti                   | 72 713                  | 100,00                  |
| ↳ Votanti (% su iscritti)  | ↳ Votanti (% su iscritti)                 | ↳ Votanti (% su iscritti)  | 46 682                  | 64,20                   |
| ↳ Astenuti (% su iscritti) | ↳ Astenuti (% su iscritti)                | ↳ Astenuti (% su iscritti) | 26 031                  | 35,80                   |
|                            |                                           |                            |                         |                         |
|                            | Esito: collegio confermato a Conservatore |                            |                         |                         |

| Partito                    | Partito                                   | Candidato                  | Risultati 7 giugno 2001 | Risultati 7 giugno 2001 |
| Partito                    | Partito                                   | Candidato                  | Voti                    | %                       |
| -------------------------- | ----------------------------------------- | -------------------------- | ----------------------- | ----------------------- |
|                            | Conservatore                              | Ann Winterton              | 20 872                  | 46,30                   |
|                            | Laburista                                 | John Flanagan              | 13 738                  | 30,47                   |
|                            | Lib Dem                                   | David Lloyd-Griffiths      | 9 719                   | 21,56                   |
|                            | UKIP                                      | Bill Young                 | 754                     | 1,67                    |
|                            |                                           |                            |                         |                         |
| Iscritti                   | Iscritti                                  | Iscritti                   | 71 902                  | 100,00                  |
| ↳ Votanti (% su iscritti)  | ↳ Votanti (% su iscritti)                 | ↳ Votanti (% su iscritti)  | 45 083                  | 62,70                   |
| ↳ Astenuti (% su iscritti) | ↳ Astenuti (% su iscritti)                | ↳ Astenuti (% su iscritti) | 26 819                  | 37,30                   |
|                            |                                           |                            |                         |                         |
|                            | Esito: collegio confermato a Conservatore |                            |                         |                         |

## Risultati dei referendum

### Referendum sulla permanenza del Regno Unito nell'Unione europea del 2016
|             | Collegio  | Lasciare UE % | Rimanere in UE % |
| ----------- | --------- | ------------- | ---------------- |
|             | Congleton | 52,6%         | 47,4%            |
| Inghilterra | 53,3%     | 46,7%         |                  |
| Regno Unito | 51,9%     | 48,1%         |                  |